# Smedjebacken-Boxholm Stål AB
Smedjebacken-Boxholm Stål AB, eller SmeBox, var ett tidigare svenskt stålföretag, som bildades 1981 efter det att  Smedjebackens Valsverks AB köpt Boxholms AB:s ståltillverkning. År 1988 köpte konkurrenten Welbond (namnändrat 1989 till Fundia AB) Smedjebacken-Boxholm Stål. 

## Historik
Smedjebacken-Boxholm Stål bildades efter att ägarna till Boxholm respektive Smedjebackens Valsverk (Iggesund och Ratos) i juni 1981 låtit utreda ett samgående mellan bolagen. Resultatet blev att Smedjebackens Valsverk i slutet av året köpte ståldelen av Boxholms AB med undantag för kalldraget.
År 1987 beslutade handelsstålsföretaget SSAB att upphöra med tillverkningen av så kallade "långa produkter", det vill säga armeringsstål och stångstål. Ett avtal träffades då med Smedjebacken-Boxholm Stål, som under en övergångstid skulle överta försäljningen av stångstålet från ett av valsverken i Luleå och armeringsstålet från Domnarvet i Borlänge. Smedjebacken-Boxholm Stål köpte också SSAB:s anläggningar för armeringsmanufaktur i Luleå och Domnarvet. I och med att SSAB upphörde med tillverkningen av armeringsstål, kunde denna verksamhet utökas avsevärt vid anläggningen i Smedjebacken. 
Samma år förvärvades Smedjebacken-Boxholm Stål av Welbond, ägare till Halmstads Järnverk och Forsbacka Järnverk. Division Bygg, som bildats i Smedjebacken 1986 för samordna tillverkning och försäljning av armeringsprodukter, stålpålar och svetsade fackverksbalkar, överfördes till största delen därmed till Halmstads Järnverk under det nya namnet Fundia Bygg AB. Welbond ändrade samtidigt namn till Fundia AB, och verksamheten inom Smedjebacken-Boxholm Stål blev dotterbolag med namnet Fundia Steel AB (senare namnändrat till Fundia Special Bar AB).